# سيدي فلاح لعرب (سيدي فلاح)
سيدي فلاح لعرب هو دُوَّار يقع بجماعة سكورة أهل الوسط، إقليم ورززات، جهة درعة تافيلالت في المملكة المغربية. ينتمي الدوّار لمشيخة سيدي فلاح التي تضم 4 دواوير. يقدر عدد سكانه بـ 677 نسمة حسب الإحصاء الرسمي للسكان والسكنى لسنة 2004.

## روابط خارجية
- البوابة الوطنية للجماعات الترابية نسخة محفوظة 12 مارس 2018 على موقع واي باك مشين.
- المندوبية السامية للتخطيط